# 김희수 (배우)
{{배우 정보
|이름    = 김희수
|출생일   = 1999년 4월 17일(25세)
|국적     =  대한민국
|직업     = 배우
|활동기간  = 2002년 ~ 현재
|부모     = 김종필(부)
```
               차은영(모)
```

SNS = 
네이버 소개 = 
김희수(1999년 4월 17일 ~ )은 대한민국의 배우이다.
신병 시즌2 3생활관 상병 최병남

## 데뷔
2005년 아역 영화배우로 첫 데뷔하였다.

### 영화
- 《아빠가 여자를 좋아해》 (2010)
- 《이웃집 남자》 (2009)
- 《똥파리》 (2008)
- 《무방비도시》 (2008)
- 《검은 집》 (2007)
- 《가족의 탄생》 (2006)
- 《친절한 금자씨》 (2005)